# Facultad de Ciencias Económicas, Jurídicas y Sociales (Universidad Nacional de Salta)
La Facultad de Ciencias Económicas, Jurídicas y Sociales es una de las facultades de la Universidad Nacional de Salta, ubicada en el Complejo Universitario "General Don José de San Martín" de la ciudad de Salta, Argentina.  Fue inaugurado en la década de 1970.

## Historia
La actividad de la facultad, se divide en tres períodos: primera etapa o período "no oficial"; segunda etapa o período provincial; tercera etapa o período nacional.
Nació como Departamento hasta constituirse en Facultad. Cuenta con imprenta propia, una importante biblioteca y un Departamento de Tecnología y Servicios Informáticos, el cual proporciona la infraestructura informática y de comunicaciones necesarias para que las actividades académicas y administrativas se logren desarrollar de manera óptima y eficiente. La actividad estudiantil está organizada a través del Centro de Estudiantes.
La población estudiantil de la facultad mantuvo un sostenido crecimiento con el paso de los años, siendo la facultad con más alumnos dentro de la Universidad.

## Carreras
Estas son las carreras con las que cuenta actualmente la facultad:
- Contador Público Nacional
- Licenciatura en Administración
- Licenciatura en Economía

## Institutos
La Universidad Nacional de Salta establece como una de sus funciones esenciales el desarrollo de la investigación en todas sus formas y manifestaciones, considerándola como una actividad inseparable de la docencia universitaria.
En consonancia con esta función, la facultad cuenta con los siguientes institutos:
- Instituto de Investigaciones Económicas (IIE)[1]
- Instituto de Estudios Laborales y del Desarrollo Económico (IELDE)[2]
- Instituto de Desarrollo Regional (IDER)[3]

## Organización
Los órganos de gobierno de la facultad son el Consejo Directivo y el Decano.
El Consejo Directivo es la autoridad máxima de la facultad; establece las políticas académicas y ejerce el control.
El Decano es el representante de la facultad en todos los actos civiles, académicos y administrativos. Ejerce y dirige la administración general de la facultad.
Las autoridades de facultad de Ciencias Económicas, Jurídicas y Sociales son las siguientes:
- Decano: Mg. Lic. Miguel Martin Nina
- Vicedecana: Prof. Angélica Elvira Astorga de Barcena
- Secretaria de Asuntos Académicos: Cra. María Rosa Panza de Miller
- Secretario de Asuntos Institucionales y Administrativos: Cr. Juan Alberto Mariscal Rivera

## Servicio de Apoyo Educativo (SAE)
El Servicio de Apoyo Educativo es un espacio de la Facultad de Ciencias Económicas que pretende brindar acompañamiento académico apoyo y  orientación en diferentes aspectos  a los estudiantes de la Facultad, sobre todo a los ingresantes.
El Servicio ha sido creado en el año 2009 y desde entonces realiza diferentes tareas como las Tutorías, Talleres educativos de Matemática y Contabilidad, orientación y atención personalizada a los alumnos que se acercan buscando algún tipo de asesoramiento.

## Departamento de Servicios Informáticos y Tecnología
El Departamento de Tecnología y Servicios Informáticos tiene como misión fomentar el desarrollo, aplicación y uso de las tecnologías de la información y las comunicaciones, atendiendo las necesidades de apoyo informático a las tareas de docencia  y administración de todos los miembros de la Facultad de Ciencias Económicas, Jurídicas y Sociales de la Universidad Nacional de Salta.